# Куттузи
Ку́ттузи (фин. Kuttusi) — деревня в Аннинском городском поселении Ломоносовского района Ленинградской области.

## История
Деревня являлась вотчиной великого князя Константина Павловича, из которой в 1806—1807 годах были выставлены ратники Императорского батальона милиции.
На «Топографической карте окрестностей Санкт-Петербурга» Военно-топографического депо Главного штаба 1817 года упоминается деревня Куттузи, состоящая из 25 крестьянских дворов.

КУТТУЗИ — деревня принадлежит государю великому князю Константину Николаевичу, число жителей по ревизии: 31 м. п., 45 ж. п. (1838 год)

В пояснительном тексте к этнографической карте Санкт-Петербургской губернии П. И. Кёппена 1849 года она записана как деревня Kuttusi (Куттузи), а также указывается количество её жителей на 1848 год: эурямёйсет — 4 м. п., 8 ж. п., савакотов — 27 м. п., 31 ж. п., всего 70 человек.

КУТТУЗИ — деревня Красносельской удельной конторы Шунгоровского приказа, по просёлочной дороге, число дворов — 12, число душ — 28 м. п. (1856 год)

Согласно «Топографической карте частей Санкт-Петербургской и Выборгской губерний» в 1860 году деревня Куттузи насчитывала 13 крестьянских дворов.

КУТТУЗИ — деревня Павловского городового правления при ручье Куттузском, число дворов — 13, число жителей: 36 м. п., 45 ж. п. (1862 год) 

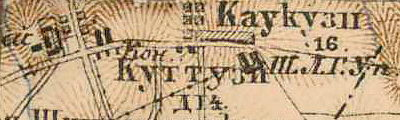
Деревня Куттузи на карте 1885 года

В конце XIX — начале XX века деревня административно относилась к Константиновской волости 1-го стана Петергофского уезда Санкт-Петербургской губернии. По приходским данным население деревни было исключительно финским.
В 1900 году в деревне открылась школа. Учителем в ней работал А. Тейдер.
В 1913 году деревня насчитывала 14 дворов.
С 1917 по 1919 год деревня Куттузи входила в состав Пигелевского сельсовета Шунгоровской волости Петергофского уезда.
С 1919 года в составе Стрельно-Шунгоровской волости.
С 1922 года в составе Шунгоровского сельсовета.
С 1923 года в составе Стрельнинской волости Троцкого уезда.
С 1924 года вновь в составе Шунгоровского сельсовета.
С 1926 года вновь в составе Пигелевского сельсовета. Согласно данным переписи населения СССР 1926 года в деревне Куттузи проживали 139 человек — большинство финны, а также ижоры.
С 1927 года в составе Урицкого района.
С 1928 года в составе Финско-Высоцкого сельсовета. В 1928 году население деревни Куттузи также составляло 139 человек.
С 1930 года в составе Шунгоровского сельсовета Ленинградского Пригородного района.
По данным 1933 года деревня Куттузи входила в состав Шунгоровского финского национального сельсовета Ленинградского Пригородного района.
С 1936 года в составе Красносельского района.

План деревни Куттузи. 1939 год

Согласно топографической карте РККА 1939 года деревня Куттузи насчитывала 28 дворов, смежная с ней деревня Кауккузи — 24 двора.
Деревня освобождена от немецко-фашистских оккупантов 20 января 1944 года.
С 1955 года в составе Ломоносовского района.
С 1963 года в составе Гатчинского района.
С 1965 года вновь в составе Ломоносовского района. В 1965 году население деревни Куттузи составляло 199 человек.
По данным 1966 года деревня Куттузи также находилась в составе Шунгоровского сельсовета.
По данным 1973 и 1990 годов деревня Куттузи входила в состав Аннинского сельсовета Ломоносовского района.
В 1997 году в деревне проживал 61 человек, в 2002 году — 68 человек (русские — 74 %), в 2007 году — 70.

## География
Деревня расположена в северо-восточной части района близ автодороги 41К-140 (Стрельна — Яльгелево), к югу от посёлка Аннино.
Расстояние до посёлка Аннино — 4 км.
Расстояние до ближайшей железнодорожной станции Красное Село — 8 км.

## Демография
| 1862 | 2002 | 2007 | 2010 | 2017 |
| ---- | ---- | ---- | ---- | ---- |
| 81   | ↘68  | ↗70  | ↗82  | ↗85  |

## Улицы
Авиаторов, Взлётная, Ингерманландская, Карельская, Пилотажная, Планерный переулок, Полковая, Уланская.